# Miastènia greu
La miastènia gravis és una malaltia neuromuscular autoimmunitària i crònica caracteritzada per graus variables de debilitat dels músculs esquelètics (voluntaris) del cos. El nom miastènia gravis prové del llatí i el grec, i significa, literalment, "debilitat muscular greu". Amb les teràpies actuals, no obstant això, la majoria dels casos de miastènia gravis no són tan "greus" com el nom indica. De fet, per a la majoria d'individus amb miastènia gravis, l'esperança de vida no disminuïx a causa del trastorn.
La característica principal de la miastènia gravis és una debilitat muscular que augmenta durant els períodes d'activitat i disminuïx després de períodes de descans. Certs músculs, tals com els que controlen el moviment dels ulls i les parpelles, l'expressió facial, el mastegar, el parlar i el deglutir (empassar), sovint es veuen afectats per aquest trastorn. Els músculs que controlen la respiració i els moviments del coll i de les extremitats també se'n poden veure afectats.

## Causes
La miastènia gravis és causada per un defecte en la transmissió dels impulsos nerviosos als músculs. Es presenta quan la comunicació normal entre el nervi i el múscul s'interromp en la unió neuromuscular, el lloc on les cèl·lules nervioses es connecten amb els músculs que controlen.
Normalment, quan els impulsos recorren el nervi, les terminacions nervioses segreguen una substància neurotransmissora anomenada acetilcolina. L'acetilcolina es desplaça a través de la conjuntura neuromuscular i s'adhereix als receptors d'acetilcolina. Els receptors s'activen i generen una contracció del múscul.
En la miastènia gravis, els anticossos bloquegen, alteren o destruïxen els receptors d'acetilcolina en la unió neuromuscular, la qual cosa impedeix que hi hagi la contracció del múscul. Aquests anticossos són produïts pel mateix sistema immunitari del cos. Per tant, la miastènia gravis és una malaltia autoimmunitària perquè el sistema immunitari, que normalment protegeix el cos d'organismes externs, s'ataca a si mateix per error.
La glàndula del tim està situada a l'àrea superior del pit, sota l'estern (os situat al centre del pit), i té un paper important en el desenvolupament del sistema immunitari durant l'etapa fetal. Les seves cèl·lules formen una part del sistema immunitari normal del cos. La glàndula és bastant gran en els nens; creix gradualment fins a la pubertat i després es reduïx de grandària fins a ser reemplaçada, amb l'edat, per teixit gras. En els adults que pateixen de miastènia gravis, la glàndula del tim és anormal. Conté certs penjolls de cèl·lules immunològiques característiques d'una hiperplàsia limfoide, una condició que generalment es presenta solament en la melsa i els nodes limfàtics durant una resposta immunològica activa. Alguns individus que pateixen de miastènia gravis desenvolupen timomes o tumors en la glàndula del tim. Els timomes generalment són benignes, però poden arribar a ser malignes.
No s'ha entès completament la relació entre la glàndula del tim i la miastènia gravis. Els científics creuen que és possible que la glàndula generi instruccions incorrectes sobre la producció d'anticossos receptors d'acetilcolina, i es creï així l'ambient perfecte per a un trastorn en la transmissió neuromuscular.

## Paper del tim
El tim, situat a l'àrea superior del pit, sota l'estern (os situat al centre del pit), té un paper important en el desenvolupament del sistema immunitari en els primers anys de vida. Les seves cèl·lules formen una part del sistema immunitari normal del cos. La glàndula és bastant gran en els nens; creix gradualment fins a la pubertat i després es reduïx de grandària fins a ser reemplaçada, amb l'edat, per teixit adipós. En els adults que pateixen de miastènia gravis, el tim és anormal. Conté certs penjolls de cèl·lules immunològiques característiques d'una hiperplàsia limfoide, una condició que generalment es presenta solament en la melsa i els nòduls limfàtics durant una resposta immunològica activa. Alguns individus que pateixen de miastènia gravis desenvolupen timomes o tumors en tim. Els timomes generalment són benignes, però poden arribar a ser malignes. No s'ha entès completament la relació entre el tim i la miastènia gravis. Els científics creuen que és possible que el tim generi instruccions incorrectes sobre la producció d'anticossos contra els receptors d'acetilcolina, i es creï així l'ambient perfecte per a un trastorn en la transmissió neuromuscular.

## Símptomes
Encara que la miastènia gravis pot afectar qualsevol múscul voluntari, els músculs que controlen el moviment dels ulls i les parpelles, l'expressió facial i la deglució se'n veuen afectades amb major freqüència. L'inici del trastorn pot ser sobtat. Sovint, els símptomes no es reconeixen immediatament com a miastènia gravis. En la majoria dels casos, el primer símptoma perceptible és la debilitat en els músculs oculars (dels ulls). En uns altres, la dificultat per empassar i impediments en la parla poden ser els primers símptomes. El grau de debilitat muscular de la miastènia gravis varia substancialment entre els pacients i es pot manifestar des d'una forma localitzada, limitada als músculs oculars (miastènia ocular), fins a una forma greu o generalitzada, en la qual s'afecten molts músculs—incloent-hi, de vegades, els músculs que controlen la respiració--. Els símptomes, que varien en tipus i gravetat, poden incloure la caiguda d'una o totes dues parpelles (ptosi); visió nuvolosa o doble (diplopia), a conseqüència de la debilitat dels músculs que controlen els moviments oculars; marxa inestable o irregular; debilitat als braços, les mans, els dits, les cames i el coll, i un canvi en l'expressió facial; dificultat per deglutir i respirar, i trastorns en la parla (disàrtria).

## Epidemiologia
La miastènia gravis es presenta en tots els grups ètnics i en tots dos sexes. En la majoria dels casos afecta dones joves (de menys de 40 anys) i homes madurs (cap als 60 anys), però pot aparèixer a qualsevol edat. En la miastènia neonatal, el fetus pot heretar les proteïnes immunes (anticossos) d'una mare afectada amb miastènia gravis. Generalment, els casos de miastènia gravis en nounats són transitoris (temporals) i els símptomes generalment desapareixen poques setmanes després del naixement. Altres nens desenvolupen una miastènia gravis indistingible de la qual pateixen els adults. La miastènia gravis juvenil també és comuna. La miastènia gravis no s'hereta directament ni és contagiosa. De tant en tant, la malaltia pot ocórrer en més d'un membre de la mateixa família. Amb molt poca freqüència, els nens poden presentar signes de miastènia congènita o la síndrome miastènica congènit. Aquests no són trastorns autoimmunes, sinó que són causats per gens defectuosos que controlen les proteïnes en els receptors d'acetilcolina o acetilcolinesterasa.

## Diagnòstic
Malauradament, no és inusual que ocorri un retard d'un o dos anys en el diagnòstic dels casos de miastènia gravis. Degut al fet que la debilitat és un símptoma comú de molts altres trastorns, el diagnòstic no es realitza sovint en persones que presenten debilitat lleu o en individus la debilitat dels quals es presenta solament en alguns músculs. Els primers passos per a diagnosticar la miastènia gravis inclouen una revisió de l'historial mèdic de l'individu, i exàmens físics i neurològics. Els símptomes que un metge ha de tractar de trobar són una debilitació dels moviments de l'ull o la debilitat muscular sense que es presentin canvis en la capacitat sensorial de l'individu. Si el metge sospita que es tracta de miastènia gravis, existeixen diverses proves per a confirmar el diagnòstic. Una anàlisi de sang especial pot detectar la presència de molècules o d'anticossos immunes dels receptors d'acetilcolina. La majoria dels pacients que pateixen miastènia gravis presenten nivells anormalment elevats d'aquests anticossos. No obstant això, els anticossos no poden ser detectats en pacients que presenten la forma ocular de la malaltia. Existeix altra prova denominada la prova de l'edrofoni. Aquest esquema requereix l'administració intravenosa de clorur d'edrofoni o Tensilon(r), un medicament que bloqueja la degradació (interrupció) de l'acetilcolina i augmenta temporalment els nivells d'acetilcolina en les unions neuromusculars. En individus que pateixen de miastènia gravis en els músculs oculars, el clorur d'edrofoni tendeix a alleujar transitòriament la debilitat. Altres mètodes per a confirmar el diagnòstic inclouen una versió de l'estudi de la conducció nerviosa que examina el nivell de fatiga d'un múscul en específic mitjançant una estimulació repetida dels nervis. Aquesta prova registra respostes de debilitament muscular quan els nervis s'estimulen en forma repetida i ajuda a distingir entre trastorns nerviosos i els trastorns musculars. L'estimulació repetida dels nervis durant un estudi de conducció nerviosa pot demostrar disminucions en el potencial d'acció muscular degudes a una deterioració en la transmissió del nervi al múscul. Altra prova addicional es coneix com a electromiografia (EMG) de fibra simple, en la qual certes fibres del múscul són estimulades per impulsos elèctrics i es pot també detectar un deteriorament en la transmissió del nervi al múscul. L'EMG mesura el potencial elèctric de les cèl·lules del múscul. Les fibres musculars en casos de miastènia gravis, així com en altres trastorns neuromusculars, no responen molt bé a estímuls elèctrics repetits si es compara amb els músculs d'individus normals. La tomografia computada (TC) o la ressonància magnètica (RM) es poden utilitzar per a identificar una glàndula del tim anormal o la presència d'un timoma. Una prova especial anomenada prova de la funció pulmonar -que amida la força de la respiració- ajuda a predir si poden presentar-se errades en la respiració i conduir a una crisi miastènica.

## Tractament
Actualment, la miastènia gravis pot ser controlada. Existeixen diverses teràpies disponibles per a ajudar a reduir i millorar la debilitat muscular. Els medicaments utilitzats per a tractar el trastorn inclouen els agents anticolinesterasa, tals com la neostigmina i piridostigmina, que ajuden a millorar la transmissió neuromuscular i a augmentar la força muscular. Fàrmacs immunosupressors tals com la prednisona, la ciclosporina i l'azatioprina també poden ser utilitzades. Aquests medicaments milloren la força muscular suprimint la producció d'anticossos anormals. Han de ser utilitzades amb un seguiment mèdic curós perquè poden causar efectes secundaris importants. La timectomia o l'extirpació quirúrgica del tim (que és anormal en els pacients que pateixen de miastènia gravis), millora els símptomes en més del 50 per cent dels pacients que no presenten timomes i pot guarir a alguns individus, possiblement reequilibrant el sistema immunitari. Altres teràpies utilitzades per a tractar la miastènia gravis inclouen la plasmafèresi, un procediment en el qual s'eliminen de la sang els anticossos anormals i altes dosis d'immunoglobulina per via intravenosa, que modifica temporalment el sistema immunitari i proporciona al cos els anticossos normals provinents de transfusions de sang. Aquestes teràpies es poden utilitzar per a ajudar a individus durant períodes de debilitat especialment difícils. Un neuròleg, juntament amb el seu metge de capçalera, determinaran quina opció de tractament és la millor per a cada individu depenent del grau de debilitat, quins músculs es veuen afectats i l'edat de l'individu i altres problemes mèdics relacionats.